# Kindziuk

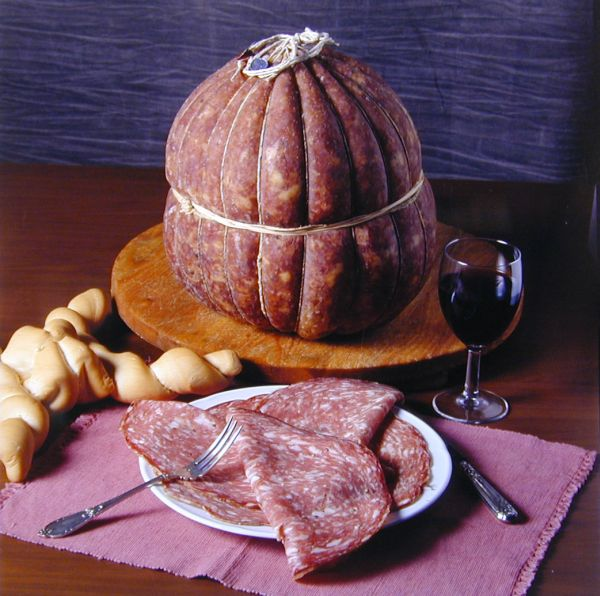
Skilandis

Kindziuk (lit. kindziukas lub skilandis) – bardzo twarda, dojrzewająca litewska wędlina; jeden z najbardziej znanych przysmaków kuchni litewskiej. Kindziuk ma kwaskowaty, pieprzny smak.
Kindziukas tradycyjnie produkowany jest w Auksztocie. Mięsem wypycha się dokładnie wymyty świński pęcherz lub mięso zawija się w przytłuszczowe błony.
Wędliną tradycyjnie produkowaną na Suwalszczyźnie jest skilandis. Jest to wypchany mięsem wyczyszczony świński żołądek, z dodatkiem soli, azotynu sodu i przypraw. 
W Polsce kindziuk dostępny jest w handlu detalicznym produkowany przez masowych wytwórców wędlin. Niska zawartość wody w wędlinie powoduje jej wysoką cenę. Kindziuk metodami gospodarskimi produkowany jest w okolicach Suwałk, Sejn czy też Puńska.